# Дьяченко, Александр Игоревич
Алекса́ндр И́горевич Дьяче́нко (род. 24 января 1990, Рудный, Кустанайская область) — российский гребец-байдарочник, спринтер, выступающий за сборную России с 2007 года. Чемпион летних Олимпийских игр в Лондоне, чемпион Европы и мира среди юниоров, неоднократный призёр взрослых мировых, европейских и национальных первенств. Заслуженный мастер спорта России, Мастер спорта международного класса Приднестровской Молдавской Республики. Представляя спортивное общество «Динамо», выступает за Московскую область.

## Биография
Александр Дьяченко родился 24 января 1990 года в городе Рудный, Казахстан, но позднее семья вернулась на историческую родину, Украину.

### Образование
В свободное от спорта время Александр проходит обучение в Московской академии экономики и права, увлекается историей Древнего Рима.

### Карьера
Заниматься греблей начал по наставлению друга семьи уже в шестилетнем возрасте, хотя часто пропускал занятия и задумывался о карьере футболиста. С тринадцати лет тренировался в Тирасполе у заслуженного тренера ПМР Юрия Тизула и у председателя Федерации гребли ПМР Вячеслава Соколенко. Выступать на уровне сборной стал с 2007 года, прошёл отбор в главную национальную команду и получил возможность принимать участие в крупнейших международных стартах. Тогда же победил на юниорском чемпионате мира, завоевал несколько медалей европейского первенства.
Настоящая известность пришла к нему в 2009 году, когда, выступая в программе 200 м на четырёхместных байдарках, он сначала выиграл серебряную медаль на чемпионате Европы в немецком Бранденбурге, а потом взял бронзу на мировом первенстве в Дартмуте, кроме того, появились первые награды с Кубка мира. Следующий сезон получился не менее успешным — бронза на чемпионате мира в Познани. Ещё через год на мировом первенстве в венгерском Сегеде удачно поучаствовал в эстафете на одноместных байдарках, привёз оттуда серебряную медаль.
После того как гребля на байдарках-двойках в 200 м была включена в олимпийскую программу, Александр Дьяченко удостоился права защищать честь страны на летних Олимпийских играх 2012 года в Лондоне. Со своим новым партнёром Юрием Постригаем он приступил к тренировкам лишь в апреле всего за несколько месяцев до начала соревнований, однако впоследствии им удалось финишировать первыми и на предварительном этапе, и в полуфинале, и в финальной гонке. Таким образом, Постригай и Дьяченко стали первыми в истории олимпийскими чемпионами в дисциплине К-2 200 м и первыми олимпийскими чемпионами в новейшей истории России на байдарках-двойках.
В 2013 году на чемпионате Европы по гребле на байдарках и каноэ, проходящем в португальском городе Монтемор-у-Велью, занял первое место в заезде байдарок-двоек на 200 метров. В этом же году на чемпионате мира по гребле на байдарках и каноэ в немецком городе Дуйсбурге в паре с Юрием Постригаем завоевал золотую медаль.
В 2017 году вместе с Юрием Постригаем вошли как организаторы в ежегодный международный турнир по гребле на байдарках и каноэ Кубок братьев Агеевых.
После перерыва в два с половиной года, экипаж в составе Постригай — Дьяченко вновь воссоединился и победил на чемпионате мира в Венгрии в 2019 году на своей коронной дистанции — байдарка двойка 200 метров.

### Дисквалификация
В июне 2022 года Спортивный арбитражный суд (CAS) признал Александра Дьяченко виновным в нарушении антидопинговых правил, за употребление запрещенных препаратов тренболон и метенолон. Спортсмен дисквалифицирован на 4 года, начиная с 9 июня 2022-го. Его результаты с 5 июня 2014-го по 31 декабря 2016-го аннулированы.

### Семья
Был женат на тренере Сборной России по художественной гимнастике Анне Шумиловой. 21 июля 2014 у Александра и Анны родилась дочь, которую назвали Инна.

## Награды и звания
- Орден Дружбы (Россия, 2012) — «за большой вклад в развитие физической культуры и спорта, высокие спортивные достижения на Играх XXX Олимпиады 2012 года в городе Лондоне (Великобритания)»[9].
- Орден Почёта (Приднестровье, 2012) — «за высокие спортивные результаты, достигнутые на 30-х Олимпийских играх 2012 года, и в связи с 22-й годовщиной со дня образования Приднестровской Молдавской Республики»[10].
- Заслуженный мастер спорта России (20 августа 2012 года)[11].
- Почётная грамота Президента Российской Федерации (19 июля 2013 года) — «за высокие спортивные достижения на XXVII Всемирной летней универсиаде 2013 года в городе Казани»[12].
- Лучший спортсмен ПМР 2013 года в олимпийских видах спорта[13].
- Почетный гражданин города Ступино Московской области[14].